# Les Granges-Gontardes
Les Granges-Gontardes é uma comuna francesa na região administrativa de Auvérnia-Ródano-Alpes, no departamento de Drôme. Estende-se por uma área de 7,26 km². Em 2010 a comuna tinha 673 habitantes (densidade: 92,7 hab./km²).